# 71-142 «Кузбасс»
71-142 (торговое наименование Кузбасс  ) — низкопольный трамвайный вагон УКВЗ, выпущенный в 2020 году.  Трамвай построен по документации, полученной от ликвидированного завода ПТМЗ в Санкт-Петербурге. 

## Дизайн
71-142 — двухсекционный, одно- или двунаправленный, полностью низкопольный, сочлененный трамвайный вагон. Кузов опирается на две двухосные тележки . Обе тележки ведущие, а каждая ось приводится в движение одним асинхронным двигателем мощностью 105 кВт. Трамвай оснащён четырьмя (односторонний вариант 71-142) или восемью (двусторонний вариант 71-142.1) двустворчатыми распашными дверьми.  Главные цепи трамвая питаются от источника постоянного тока напряжением 550 В, а вспомогательные цепи — от источника постоянного тока напряжением 24 В.  Внутри трамвая, в зависимости от модификации, имеется 34 (71-142) или 40 (71-142.1) сидений. Салон трамвая освещен светодиодными лампами и оборудован системой информирования пассажиров, Wi-Fi и USB- разъемами  .

## Поставки
| Страна            | Город             | Тип               | Годы поставки     | Число | Номера подвижного состава |       |
| ----------------- | ----------------- | ----------------- | ----------------- | ----- | ------------------------- | ----- |
| Россия            | Волжский          | 71-142            | 06.2021           | 1     | б/н                       |       |
| Россия            | Новокузнецк       | 71142.1           | 2020              | 2     | 242 и 243                 | [ 5 ] |
| Общее количество: | Общее количество: | Общее количество: | Общее количество: | 3     |                           |       |

## Эксплуатация
В конце 2019 г. В 2015 году город Новокузнецк и завод УКВЗ заключили контракт на поставку семи односторонних трамваев модели 71-623-04 и двух двухсторонних трамваев модели 71-142.1. Первый трамвай 71-142.1 был доставлен в Новокузнецк 23 сентября 2020 года, а второй — 25 ноября того же года. Тестовые запуски начались в декабре, а регулярная эксплуатация трамваев должна началась в январе 2021 года.